# Juan Bosch
Juan Emilio Bosch Gaviño (30. června 1909 La Vega – 1. listopadu 2001 Santo Domingo) byl dominikánský politik, historik, spisovatel, esejista, pedagog a v roce 1963 krátce i první demokraticky zvolený prezident Dominikánské republiky. Předtím stál více než 25 let v čele dominikánské exilové opozice proti diktátorskému režimu Rafaela Trujilla. Dodnes je připomínán jako čestný politik a považován za jednoho z nejvýznamnějších spisovatelů dominikánské literatury. V roce 1939 založil Dominikánskou revoluční stranu (PRD) a v roce 1973 Dominikánskou stranu osvobození (PLD).